# Jakke-Parsan
Jakke-Parsan sind die Reste einer Festung im antiken Choresmien, die sich im heutigen Usbekistan befinden.
Die Festung bildet ein Rechteck von 74 × 54 m und steht auf einer zwei Meter hohen Plattform. Die Außenseiten sind streng nach den Himmelsrichtungen orientiert. Die Festung ist von einem 23 m breiten und etwa 2 m tiefen Graben umgeben. Es konnten drei Bauphasen unterschieden werden. Die ältere Phase datiert in die Antike, vom 4. Jahrhundert v. bis 4. Jahrhundert n. Chr. Die Plattform wurde in der Afrighidenzeit (4. bis 8. Jahrhundert n. Chr.) erweitert, was wiederum zur Folge hatte, dass der Graben verkleinert wurde. In diese Zeit datierten die beiden letzten Phasen. Die Festung war eventuell bis ins 8. Jahrhundert in Benutzung. Es fand sich die Münze eines afrighidischen Herrschers.
Die Festungsanlage bestand aus einem massiven Zentralbau aus Lehmziegeln mit massiven Mauern und acht Räumen, inklusive eines zentralen Raumes mit Kuppel. Darum angeordnet befinden sich diverse Wohn- und Wirtschaftsbauten. Die Außenmauern der Festung sind mit halbrunden Wehrtürmen versehen. Der Haupteingang zur Festung liegt im Süden.
Die Festung wurde 1938 von einer choresmischen Expedition unter der Leitung von Sergei Pawlowitsch Tolstow zum ersten Mal wissenschaftlich untersucht. Grabungen fanden später unter der Leitung von Piljavskij und Elena Nerazik statt, wobei etwa die Hälfte der Anlage freigelegt wurde.
Koordinaten: 43° 16′ 34″ N, 58° 37′ 0″ O